# Bois Blanc (Michigan)
Pour les articles homonymes, voir Bois Blanc.

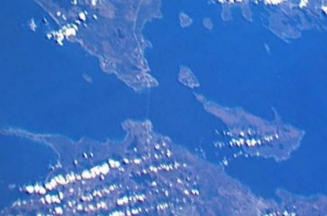
Vue aérienne de l'île de Bois Blanc.

Bois Blanc (en anglais : Bois Blanc Township) est un canton (township) situé sur l'île Bois Blanc (Bois Blanc Island) dans le lac Huron, près du détroit de Mackinac, dans l'État américain du Michigan.
La population du canton s'élevait à 71 personnes au recensement de l'an 2000.
Le canton possède une communauté non constituée dénommée Pointe aux Pins située sur la rive Sud de l'île, avec un quai d'accostage.
Le nom « Bois Blanc » désigne le bouleau à papier ou, plus probablement, le tilleul d'Amérique, appelé « bois blanc ». Le tilleul est blanc sous l'écorce et a été largement utilisée par les Amérindiens et les trappeurs français et canadiens français pour fabriquer des cordages, entre autres ceux des canoës et les lanières des raquettes.
Le territoire de Bois Blanc a été cédé par les Amérindiens anichinabés (Chippewa) à l'administration fédérale américaine par le Traité de Greenville en 1795.